# بوز اغلان تپه
بوز اغلان تپه مربوط به دوران پیش از تاریخ ایران باستان تا دوران‌های تاریخی پس از اسلام است و در شهرستان علی‌آباد، بخش مرکزی، روستای عرفان آباد واقع شده و این اثر در تاریخ ۲۷ مرداد ۱۳۸۲ با شمارهٔ ثبت ۹۷۶۰ به‌عنوان یکی از آثار ملی ایران به ثبت رسیده است.